# ベアレイク郡 (アイダホ州)
ベアレイク郡（英: Bear Lake County）は、アメリカ合衆国アイダホ州の南東隅に位置する郡である。2010年国勢調査での人口は5,986人であり、2000年の6,411人より6.6％減少した。郡庁所在地はパリス市（人口513人）であり、同郡で人口最大の都市はモントピリア市（人口2,597人である。
郡名は海抜5,924フィート (1,806 m)、長さ20マイル (32 km) の高山湖、ベア湖から採られた。湖の北半分がアイダホ州、南半分がユタ州に入っている。

## 歴史
1848年から1850年、ペグ・レッグ・スミスがオレゴン・トレイル沿いのディングルに近い交易基地を設立し運営した。ベアレイク・バレーにおける最初の開拓地はパリスであり、1863年9月26日にチャールズ・リッチが率いたモルモン開拓者が入植したものだった。最初は30家族が入った。1864年春、オレゴン・トレイル沿い、バレーの反対側にモントピリアの町ができた。ベアレイク郡は1892年に設立され、1892年にはモントピリアを通って鉄道が延伸された。

## 地理
アメリカ合衆国国勢調査局に拠れば、郡域全面積は1,049.44平方マイル (2,718.0 km2)であり、このうち陸地は971.38平方マイル (2,515.9 km2)、水域は78.05平方マイル (202.1 km2)で水域率は7.44％である。ベアレイク郡はベアレイク・バレーを中心としており、周辺を山脈で囲まれている。山岳部が標高の高い所であり、最低地点は約5,900フィート (1,800 m) である。最高地点は標高9,957フィート (3,035 m) のミード峰である。

### 隣接する郡
- カリブー郡 - 北
- リンカーン郡 (ワイオミング州) - 東
- リッチ郡 (ユタ州) - 南
- フランクリン郡 - 西

### 国立保護地域
- ベア湖国立野生生物保護区
- キャッシュ国立の森（部分）
- カリブー国立の森（部分）

### 高規格道路
- - アメリカ国道30号線
- - アメリカ国道89号線
- - アイダホ州道36号線
- - アイダホ州道61号線

## 人口動態

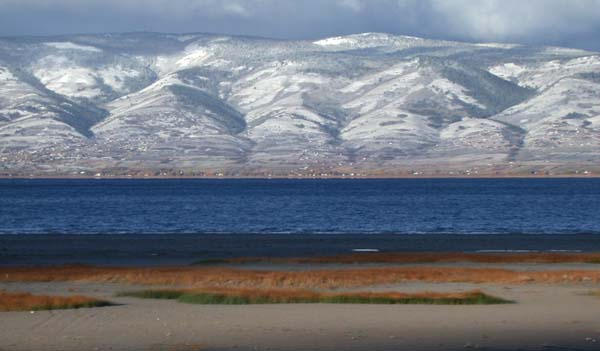
ベア湖、アイダホ州側東岸から見る

以下は2000年の国勢調査による人口統計データである。
| 基礎データ - 人口: 6,411人 - 世帯数: 2,259 世帯 - 家族数: 1,710 家族 - 人口密度: 3人/km2（7人/mi2） - 住居数: 3,268軒 - 住居密度: 1軒/km2（3軒/mi2） 人種別人口構成 - 白人: 97.66% - アフリカン・アメリカン: 0.09% - ネイティブ・アメリカン: 0.53% - アジア人: 0.08% - 太平洋諸島系: 0.05% - その他の人種: 1.08% - 混血: 0.51% - ヒスパニック・ラテン系: 2.40% 先祖による構成 - イギリス系：28.6％ - アメリカ人：16.1％ - ドイツ系：9.4％ - デンマーク系：7.1％ - スイス系：6.2％ - スウェーデン系：5.5％ | 年齢別人口構成 - 18歳未満: 33.0% - 18-24歳: 7.4% - 25-44歳: 22.4% - 45-64歳: 21.7% - 65歳以上: 15.6% - 年齢の中央値: 36歳 - 性比（女性100人あたり男性の人口） - 総人口: 98.4 - 18歳以上: 96.7 世帯と家族（対世帯数） - 18歳未満の子供がいる: 38.8% - 結婚・同居している夫婦: 66.90% - 未婚・離婚・死別女性が世帯主: 6.4% - 非家族世帯: 24.3% - 単身世帯: 22.2% - 65歳以上の老人1人暮らし: 12.1% - 平均構成人数 - 世帯: 2.81人 - 家族: 3.33人 収入と家計 - 収入の中央値 - 世帯: 32,162米ドル - 家族: 38,351米ドル - 性別 - 男性: 33,958米ドル - 女性: 17,829米ドル - 人口1人あたり収入: 13,592米ドル - 貧困線以下 - 対人口: 9.6% - 対家族数: 7.1% - 18歳未満: 11.3% - 65歳以上: 9.2% |

### 収入

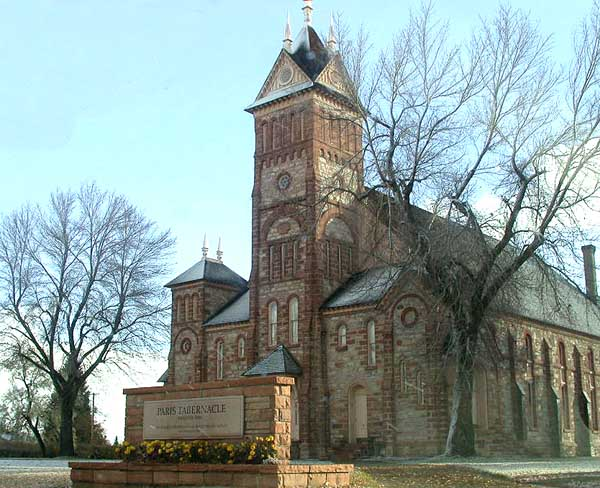
パリスにある末日聖徒イエス・キリスト教会の寺院

## 都市と町

### 都市
- ブルーミントン
- ジョージタウン
- モントピリア
- パリス - 郡庁所在地
- セントチャールズ

### 未編入の町
- バーン
- ディングル
- フィッシュヘイブン
- ジェネバ
- ヌーナン
- ペグラム
- レイモンド